# Vorkutà
Vorkutà és una ciutat minera de carbó de la República de Komi, Rússia. El seu nom en komi és Вӧркута, Vörkuta i en rus és Воркута́, Vorkutà, i prové d'una paraula que en idioma nenets significa «Lloc amb ossos». Està situada just al nord del cercle Àrtic a la conca carbonífera del riu Petxora al riu Usa. Té una població de 84.917 habitants (2002).
Va tenir el seu origen en un camp de treball forçat del GULAG establert el 1932. Va ser a Vorkutà l'any 1937 quan el règim estalinista va liquidar l'oposició trotskista. Era el centre administratiu del GULAG.
El 1941 els presoners van construir la línia de ferrocarril que unia Konoixa i Kotlas, i els camps de Intà. Vorkuta va passar a ser una ciutat el 26 de novembre de 1943.
Durant la Guerra freda hi va haver una base avançada pels bombarders soviètics.
Gran part de les mines s'han anat tancant per qüestions de rendibilitat econòmica.
Disposa d'un aeroport.

## Clima
La temperatura mitjana anual és de -5,5 °C, els mesos més freds són gener i febrer amb -20 °C (la mateixa temperatura els dos mesos) i els més càlids juliol (13 °C) i agost (10 °C). Pot glaçar tots els mesos de l'any. La pluviometria anual és de 398 litres.

## Persones il·lustres
- Andrei Sokolov (n. 1963), Gran Mestre d'escacs